# Muzhwi Lacus
Il Muzhwi Lacus è una struttura geologica della superficie di Titano.